# Championnat d'Irlande féminin de football 2024
Navigation
Édition précédente Édition suivante
La saison 2024 du Championnat d'Irlande féminin de football (Women's National League) est la quatorzième saison du championnat. Le Peamount United Football Club remet son titre en jeu. 

## Organisation
Le championnat oppose onze équipes et se dispute en matchs aller-retour lors de 20 journées.

## Participantes
Ce tableau présente les onze équipes qualifiées pour disputer le championnat 2023. On y trouve le nom des clubs, le nom des entraîneurs et leur nationalité, la date de création du club, l'année de la dernière montée au sein de l'élite, le nom des stades ainsi que la capacité de ces derniers.
| \| Dublin: · Bohemian · DLR Waves · Peamount United · Shamrock Rovers · Shelbourne FC · Dublin Cork City Wexford Youths Galway United Treaty United Athlone Town Sligo Rovers \| Localisation des clubs engagés dans le championnat. |
| Dublin: · Bohemian · DLR Waves · Peamount United · Shamrock Rovers · Shelbourne FC · Dublin Cork City Wexford Youths Galway United Treaty United Athlone Town Sligo Rovers                                                           |

| Nom du club                                   | Entraîneur        | Date de création | Dernière montée | Stade                         | Capacité |
| --------------------------------------------- | ----------------- | ---------------- | --------------- | ----------------------------- | -------- |
| Athlone Town Association Football Club Ladies | Ciarán Kilduff    | 2020             | 2020            | Athlone Town Stadium          | 5 000    |
| Bohemian Football Club Women                  | Sean Byrne        | 2020             | 2020            | Oscar Traynor Centre, Coolock | 1 000    |
| Cork City Women's Football Club               | Paul Farrell      | 2011             | 2011            | Bishopstown Stadium           | 2 000    |
| DLR Waves Football Club                       | Laura Heffernan   | 2012             | 2012            | Jackson Park                  | -        |
| Galway United Football Club                   | Phil Trill        | 2022             | 2023            | Eamon Deacy Park              | 5 000    |
| Peamount United Football Club                 | James O'Callaghan | 1983             | 2011            | Greenogue                     | 1 000    |
| Shamrock Rovers Ladies Football Club          | Collie O'Neill    | 1996             | 2023            | Tallaght Stadium              | 8 000    |
| Shelbourne Ladies Football Club               | Eoin Wearen       | 1994             | 2011            | Morton Stadium                | 4 000    |
| Sligo Rovers Football Club Women              | Steve Feeney      | 2021             | 2022            | Showgrounds                   | 5 500    |
| Treaty United Women's Football Club           | Alban Hysa        | 2018             | 2020            | Markets Field                 | 5 000    |
| Wexford Youths Women's Football Club          | Hugh Strong       | 2007             | 2011            | Ferrycarrig Park              | 2 500    |

## Compétition

### L'avant saison
L'inter-saison est moins agitée que pour la saison précédente. Cette année, pas de nouvelle équipe avec une puissance de recrutement important comme cela avait été le cas en 2023 avec le retour  des Shamrock Rovers Ladies. 
Un des premiers évènements est l'arrêt de Noel King. Ce vétéran parmi les entraîneurs annonce lui-même son départ fin octobre 2023. Il quitte les Reds sur une défaite en finale de la coupe d'Irlande 2023 et une deuxième place en championnat.
Wexford Youths qui vient de terminer une saison décevante prolonge ses trois internationales Kylie Murphy, Rianna Jarrett et surtout Ellen Molloy qui se remet tout juste d'une grave blessure au genou qui l'a tenue éloignée des terrains pendant la quasi totalité de la saison 2023.
Peamount United, les championnes en titre, fait encore une fois parmi des favorites. Mais leur défaite dans la coupe du Président est un véritable signal d'alerte.
Athlone Town Ladies, vainqueure de la coupe d'Irlande, puis de la coupe du Président est dans l'expectative. La victoire une semaine avant le début du championnat de la Coupe du Président donne de l'espoir, mais le fait que Dana Scheriff n'a toujours pas renouvelé son contrat avec le club laisse planer le doute sur sa capacité à concourir pour le titre. Scheriff, après une longue valse-hésitation signe au FC Aarau club du championnat suisse.
Les Shamrock Rovers Ladies ont stabilisé un effectif montée de toutes pièces lors de la saison précédente. Aucune arrivée et quelques départs mais toutes les joueuses importantes sont restées que cela soit parmi les joueuses d'expérience comme Áine O'Gorman, Stephanie Zambra ou Savannah McCarthy ou parmi les grandes espoirs comme Lia O'Leary.

### Les temps forts de la saison
Pour la sixième journée du championnat Galway United continue sa domination. Non seulement l'équipe accumule les victoires mais marque aussi beaucoup de but. Cette fois-ci DLR Waves s'incline quatre buts à zéro. Galway compte quatre points d'avance sur Shelbourne. Peamount remonte sur le podium en allant battre une équipe des Shamrock Rovers qui n'est que l'ombre d'elle-même puisqu'elle pointe maintenant à la neuvième place sans avoir remporté le moindre match. A l'opposé Wexford lance sa saison avec une première victoire avec un but d'Ellen Molloy et trois de Ciara Rossiter. Deux équipes restent invaincues et à l'opposé trois n'ont toujours pas remporté leur première victoire.
La neuvième journée est celle des premières : premières victoires pour DLR et les Shamrock Rovers ; première défaite de Galway ; accession à la première place pour Shelbourne (mais avec un match en plus).
A l'occasion de la dixième journée, les deux premières du classement se rencontrent. Shelbourne accueille à Tolka Park Galway. Ce sont les dublinoises qui s'imposent 1-0 repoussant ses poursuivantes à cinq points. C'est Athlone Town qui s'empare de la deuxième place à la faveur d'une victoire 1-0 sur Treaty.
La onzième journée marque la moitié du championnat. Toutes les équipes ont joué au moins une fois contre leurs adversaires. Athlone Town Ladies s'empare de la première place grâce à une victoire à Tallaght. Les joueuses des Midlands devancent d'un point Shelbourne Ladies. En bas du classement, Sligo Rovers Women ferme la marche sans avoir remporté la moindre rencontre.
Shelbourne reprend la tête du championnat à la faveur d'une défaite d'Athlone sur le terrain de Peamount. Galway, exempté lors de cette douzième journée est toujours quatrième mais compte deux matchs en moins que des concurrentes. 
La seizième journée est tronquée par le report de deux rencontres celles impliquant Galway et les Shamrock Rovers qui s'affrontent le même jour en finale de la All-Island Cup. Mais elle voit s'affronter les deux premières équipes du classement. C'est Athlone qui l'emporte sur le terrain de Shelbourne et qui rejoint son adversaire en tête du championnat tout en ayant joué un match en moins. Ce match en retard est joué le 25 septembre. Athlone l'emporte 2-1 sur le terrain d'Athlone et se rapproche encore un peu plus du titre de championne.
Lors de l'avant dernière journée Athlone Town Ladies sécurise le premier titre de championnes d'Irlande de son histoire. Le club des Midlands compte trois points d'avance sur le Shelbourne Ladies mais compte de meilleurs résultats dans leurs affrontements directs. Athlone ne peut donc plus être rattrapé. C'est la seulement cinquième équipe différente à remporter le championnat depuis sa création en 2012.

### Classement
| Rang | Équipe                 | Pts | J  | G  | N | P  | Bp | Bc | Diff |
| ---- | ---------------------- | --- | -- | -- | - | -- | -- | -- | ---- |
| 1    | Athlone Town Ladies    | 47  | 20 | 15 | 2 | 3  | 40 | 16 | +24  |
| 2    | Shelbourne Ladies      | 45  | 20 | 13 | 6 | 1  | 38 | 9  | +29  |
| 3    | Galway United          | 41  | 20 | 13 | 2 | 5  | 43 | 16 | +27  |
| 4    | Wexford Youths WFC     | 31  | 20 | 8  | 7 | 5  | 28 | 15 | +13  |
| 5    | Shamrock Rovers Ladies | 27  | 20 | 6  | 9 | 5  | 32 | 23 | +9   |
| 6    | Peamount United T      | 26  | 20 | 7  | 5 | 9  | 24 | 26 | -2   |
| 7    | Treaty United          | 23  | 20 | 7  | 2 | 11 | 23 | 27 | -4   |
| 8    | Bohemian Women         | 22  | 20 | 6  | 4 | 10 | 17 | 32 | -15  |
| 9    | Cork City WFC          | 18  | 20 | 5  | 3 | 12 | 14 | 41 | -27  |
| 10   | DLR Waves              | 16  | 20 | 4  | 4 | 12 | 15 | 33 | -18  |
| 11   | Sligo Rovers Women     | 9   | 20 | 1  | 6 | 13 | 13 | 41 | -28  |

| Légende : Qualifications et relégations | Légende : Qualifications et relégations                                |
| --------------------------------------- | ---------------------------------------------------------------------- |
|                                         | Ligue des champions féminine de l'UEFA 2025-2026                       |
|                                         | T : Tenant du titre P : Promu C : Vainqueur de la Coupe d'Irlande 2024 |

### Résultats
| Résultats (▼dom., ►ext.)                                   | ATH | BOH | COR | DLR | GAL | PEA | SHA | SHE | SLI | TRE | WEX |
| Athlone Town Ladies                                        |     | 2-0 | 4-0 | 3-0 | 0-2 | 3-1 | 3-3 | 1-1 | 5-1 | 1-0 | 1-0 |
| Bohemian Women                                             | 0-1 |     | 0-1 | 2-0 | 1-0 | 2-2 | 0-4 | 1-1 | 1-0 | 2-1 | 1-4 |
| Cork City WFC                                              | 0-1 | 2-1 |     | 0-1 | 2-5 | 0-2 | 2-1 | 1-4 | 1-2 | 0-3 | 0-0 |
| DLR Waves                                                  | 0-1 | 0-0 | 1-1 |     | 0-4 | 3-2 | 1-1 | 0-3 | 2-0 | 0-2 | 0-1 |
| Galway WFC                                                 | 3-2 | 4-0 | 5-0 | 4-0 |     | 3-1 | 1-0 | 0-1 | 2-1 | 4-1 | 1-2 |
| Peamount United                                            | 2-1 | 4-2 | 0-1 | 2-2 | 0-0 |     | 0-1 | 0-2 | 2-0 | 0-1 | 1-0 |
| Shamrock Rovers Ladies                                     | 1-2 | 5-1 | 1-1 | 1-0 | 0-1 | 0-2 |     | 1-1 | 1-1 | 2-2 | 1-1 |
| Shelbourne Ladies                                          | 1-2 | 1-0 | 5-1 | 4-0 | 1-0 | 3-0 | 0-0 |     | 0-0 | 4-2 | 0-0 |
| Sligo Rovers Women                                         | 0-2 | 0-0 | 0-1 | 0-4 | 2-3 | 1-1 | 1-4 | 0-4 |     | 1-2 | 2-2 |
| Treaty United                                              | 0-3 | 0-1 | 3-0 | 2-0 | 1-0 | 0-1 | 1-3 | 0-1 | 0-0 |     | 1-2 |
| Wexford Youths                                             | 1-2 | 0-2 | 2-0 | 3-1 | 1-1 | 1-1 | 2-2 | 0-1 | 4-1 | 2-1 |     |
| - Victoire à domicile - Match nul - Victoire à l'extérieur |     |     |     |     |     |     |     |     |     |     |     |

## Statistiques

### Évolution du classement
| Journée →              | 1 | 2  | 3  | 4  | 5  | 6  | 7  | 8  | 9  | 10 | 11 | 12 | 13 | 14 | 15 | 16 | 17 | 18 | 19 | 20 |
| ---------------------- | - | -- | -- | -- | -- | -- | -- | -- | -- | -- | -- | -- | -- | -- | -- | -- | -- | -- | -- | -- |
| Peamount United        | 1 | 5  | 2  | 3  | 4  | 3  | 4  | 4  | 4  | 4  | 4  | 4  | 4  | 3  | 4  | 4  | 4  | 5  | 6  | 6  |
| Shelbourne Ladies      | 6 | 2  | 3  | 4  | 2  | 2  | 2  | 2  | 1  | 1  | 2  | 2  | 2  | 1  | 1  | 2  | 2  | 3  | 2  | 2  |
| Shamrock Rovers Ladies | 4 | 7  | 6  | 6  | 8  | 9  | 9  | 9  | 8  | 6  | 6  | 6  | 7  | 8  | 8  | 7  | 6  | 6  | 5  | 5  |
| Galway United          | 1 | 1  | 1  | 1  | 1  | 1  | 1  | 1  | 2  | 3  | 3  | 3  | 3  | 4  | 3  | 3  | 3  | 2  | 3  | 3  |
| Athlone Town Ladies    | 9 | 6  | 5  | 2  | 3  | 5  | 3  | 3  | 3  | 2  | 1  | 1  | 1  | 2  | 2  | 1  | 1  | 1  | 1  | 1  |
| Bohemian Women         | 1 | 4  | 7  | 8  | 6  | 7  | 7  | 8  | 9  | 9  | 8  | 8  | 8  | 7  | 6  | 6  | 7  | 7  | 8  | 8  |
| Wexford Youths WFC     | 9 | 9  | 10 | 11 | 11 | 8  | 8  | 7  | 5  | 5  | 5  | 5  | 5  | 5  | 5  | 5  | 5  | 5  | 4  | 4  |
| DLR Waves              | 4 | 10 | 11 | 10 | 10 | 11 | 11 | 11 | 10 | 10 | 10 | 10 | 10 | 10 | 10 | 10 | 10 | 10 | 10 | 10 |
| Sligo Rovers Women     | 6 | 8  | 9  | 9  | 9  | 10 | 10 | 10 | 11 | 11 | 11 | 11 | 11 | 11 | 11 | 11 | 11 | 11 | 11 | 11 |
| Treaty United          | 8 | 3  | 4  | 5  | 7  | 4  | 6  | 6  | 7  | 8  | 9  | 9  | 8  | 9  | 9  | 8  | 8  | 9  | 7  | 7  |
| Cork City WFC          | 9 | 11 | 8  | 7  | 5  | 6  | 5  | 5  | 6  | 7  | 7  | 7  | 6  | 6  | 7  | 9  | 9  | 8  | 9  | 9  |

### Meilleures buteuses
| Place             | Joueuse           | Club            | Buts |
| ----------------- | ----------------- | --------------- | ---- |
| Médaille d'or     | Jenna Slattery    | Galway          | 10   |
| Médaille d'argent | Julie-Ann Russell | Galway          | 9    |
| Médaille d'argent | Kate Mooney       | Shelbourne      | 9    |
| 4                 | Joy Ralph         | Shamrock Rovers | 8    |
| -                 | Áine O'Gorman     | Shamrock Rovers | 8    |
| -                 | Ellen Dolan       | Peamount        | 8    |
| -                 | Danielle Steer    | Treaty          | 8    |
| 8                 | Ciara Rossiter    | Wexford         | 7    |
| -                 | Madison Gibson    | Athlone         | 7    |
| 10                | Brenda Ebika Tabe | Athlone         | 6    |

- Toutes irlandaises, sauf mention contraire.

## Bilan de la saison
| Championnat d'Irlande féminin de football 2024        |                                  |
| Champion                                              | Athlone Town Ladies (1ere titre) |
| Coupes et trophées                                    |                                  |
| Vainqueur de la Coupe d'Irlande 2024                  | .                                |
| Qualifications continentales                          |                                  |
| Ligue des champions féminine de l'UEFA 2025-2026      | Athlone Town Ladies              |
| Promotions et relégations                             |                                  |
| Promus en Championnat d'Irlande féminin de football   | Aucun                            |
| Relégués en Championnat d'Irlande féminin de football | Aucun                            |